# Charles N. Townsend III
Charles N. Townsend III ist ein US-amerikanischer Schauspieler.

## Leben
Townsend debütierte 2019 im Kurzfilm Spoof Deez als Filmschauspieler. Im selben Jahr übernahm er eine der Hauptrollen als Tyler Crawford im Katastrophenfilm Arctic Apocalypse. 2020 begann sein Jahr mit einer Rolle im Kurzfilm The Zoo, der am 1. Februar 2020 in Los Angeles uraufgeführt wurde. Außerdem hatte er mit The Janitor eine weitere Rolle in einem Kurzfilm. Ebenfalls 2020 hatte er eine Rolle im Fernsehfilm Pool Boy Nightmare inne. 2024 verkörperte er die historische Rolle des Rufus Buck, Anführer der nach ihm benannten Rufus Buck Gang, im Western The Night They Came Home. Der Film erschien am 12. Januar 2024. Im selben Jahr war er als männlicher Hauptdarsteller in der Rolle des Greg Harmon im Liebesfilm Sins of the Bride zu sehen. Der Film erschien zuerst als Video-on-Demand, feierte seine Fernsehpremiere am 12. April 2025 auf Lifetime.

## Filmografie (Auswahl)
- 2019: Spoof Deez (Kurzfilm)
- 2019: Arctic Apocalypse
- 2020: The Zoo (Kurzfilm)
- 2020: The Janitor (Kurzfilm)
- 2020: Pool Boy Nightmare (Fernsehfilm)
- 2023: O-I (Kurzfilm)
- 2024: The Night They Came Home
- 2024: Sins of the Bride